# Карлеварис, Лука
Лука Карлеварис, или Лукас Карлеварес (итал. Luca Carlevarijs, Carlevaris; 20 января 1663, Удине — 12 февраля 1730, Венеция) — итальянский живописец, архитектор и гравёр в технике офорта, художник венецианской школы эпохи барокко, один из создателей классической венецианской живописной ведуты, развитой впоследствии Каналетто и Франческо Гварди.

## Биография

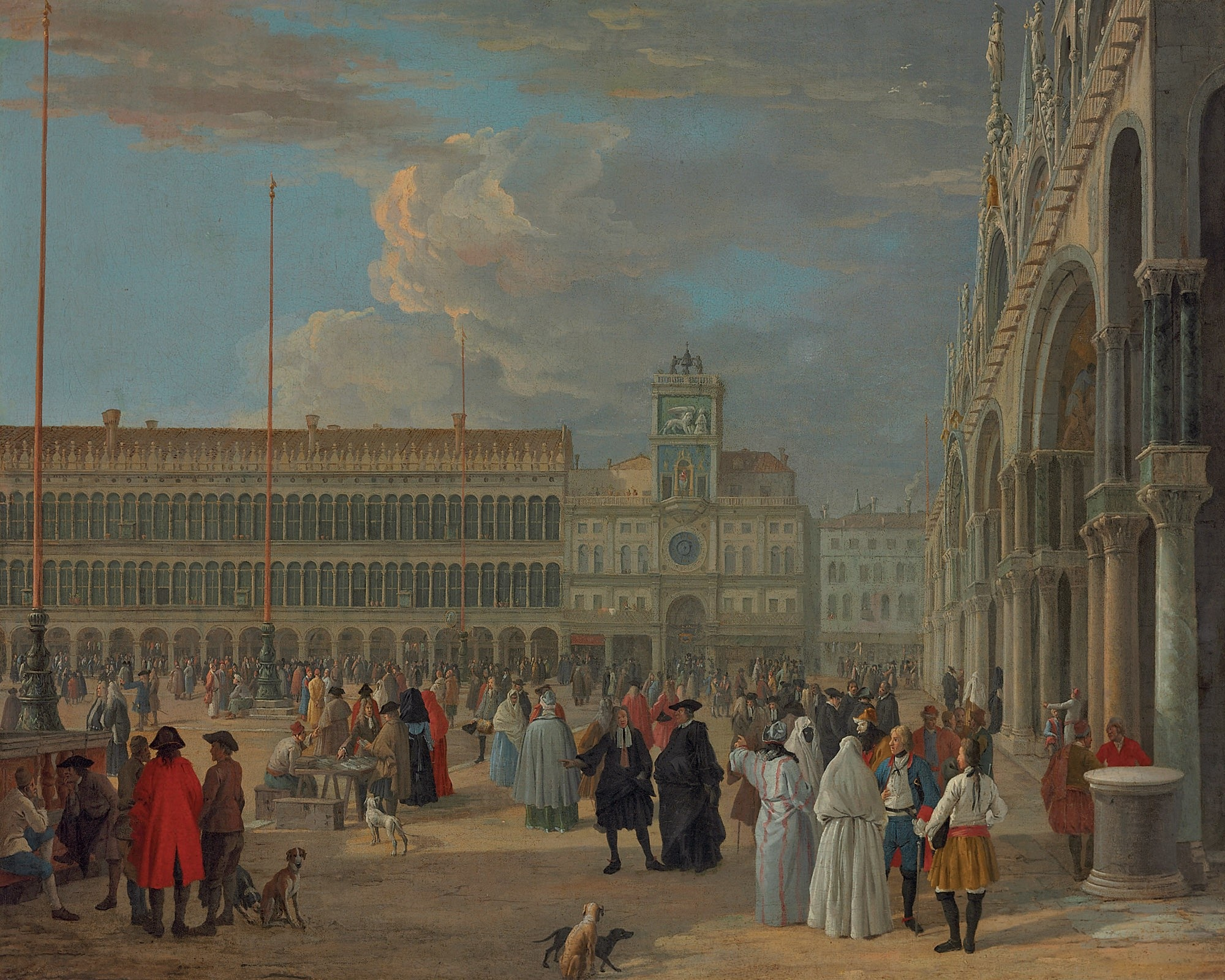
Площадь Сан-Марко в Венеции. Холст, масло. Начало XVIII века. Частное собрание

Лука Карлеварис родился 20 января 1663 года в городе Удине на северо-востоке Италии в семье архитектора и живописца Джованни Леонардо, чьи артистические способности он, вероятно, унаследовал. Он также был известен как «Лука Казанобрио» (Luca Casanobrio) или «Лука ди Ка Дзенобри» (Luca di Ca Zenobri) по фамилии приютившей его семьи.
В шестнадцать лет Лука Карлеварис потерял отца и переехал в Венецию, где к тому времени проживала его сестра Кассандра. Выбор места жительства был не случаен: приближался золотой век живописи венецианской школы.
Лука поселился вблизи площади Дзенобио, что в последующем сыграло немаловажную роль в его творчестве. Рядом с площадью находился дворец богатой аристократической семьи Дзенобио (Palazzo Zenobio, Ca' Zenobio), известной любовью к искусству и украшавшей свой дворец произведениями венецианских живописцев. На молодого и талантливого Луку Карлевариса обратили внимание, и вскоре он приобрёл богатого и влиятельного покровителя.
В 1685—1690-х годах Карлаврис работал в Риме. В «Вечном городе» он испытал влияния Луиджи Ванвителли и знаменитого ведутиста Джованни Паоло Панини. В 1698 году он возвратился в Венецию и под впечатлением своих учителей стал писать пейзажи Венеции. Современник художника, итальянский историограф Пьетро Гуариенти подчёркивал самобытность живописного творчества Карлевариса «с топологическим интересом, а также воображаемые пейзажи с руинами».

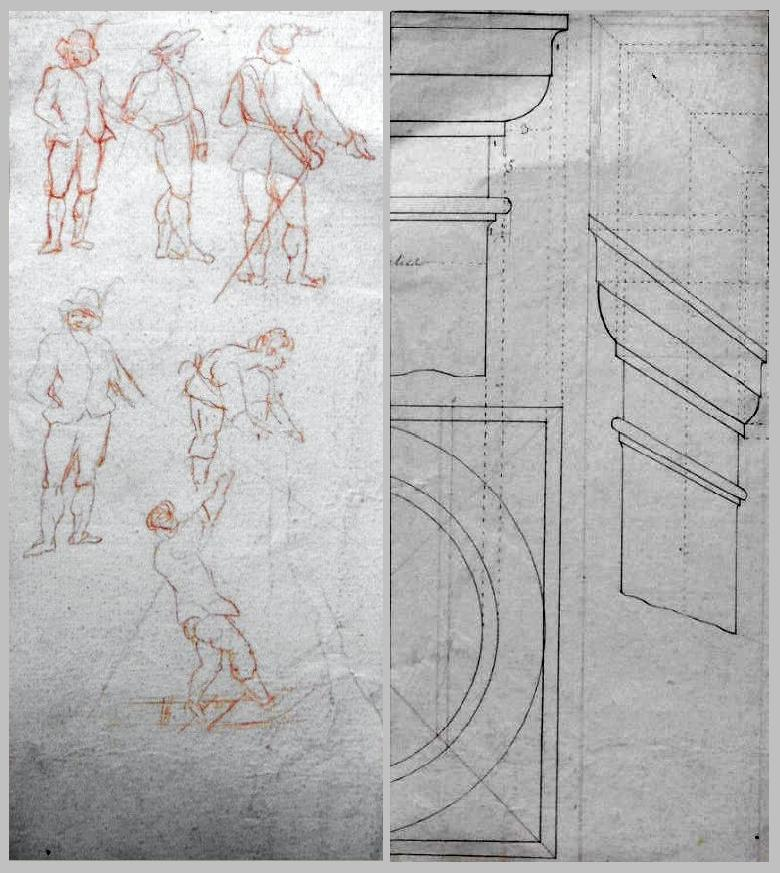
Лука Карлеварис. Двустороннее изображение: наброски к картине и архитектурные чертежи. Начало XVIII века

Кроме живописи Карлеварис успешно занимался гравюрой, он выполнил более сотни офортов с видами Венеции, которые дают точное представление об основных достопримечательностях этого города. Карлеварис проявлял математические наклонности, а также интерес к архитектуре. Он был многосторонне развитой личностью, что нашло отражение в его портрете работы Бартоломео Надзари, находящемся в Оксфордском музее Эшмола. На нём художник изображён окруженный книгами, с глобусом с циркулем в руках. Сохранилось небольшое количество его архитектурных чертежей. Они не менее ценны для истории, чем его живописные работы и гравюры. Некоторые из них сделаны одновременно с эскизами к живописным картинам.
В 1708 году художник присоединился к «Братству живописцев» (Fraglia dei Pittori) — гильдии живописцев, необходимой, чтобы успешно продавать свои произведения. К этому времени Карлеварис стал известным художником. Большая часть его живописных работ приходится на первую четверть XVIII века.
В 1728 году Карлевариса поразил прогрессирующий паралич, из-за которого ему пришлось прекратить работу. Лука Карлеварис скончался 12 февраля 1730 года в Венеции в возрасте шестидесяти семи лет.
Дочь Луки Карлевариса, Марианна Карлеварис (1703—1750), также была художницей, училась искусству рисунка пастелью у Розальбы Карьеры, писала портреты семейства Бальби (Портрет Корнелии Фосколо Бальби, Венеция, Музей Коррер), детские портреты в нежной серебристо-голубой гамме.

## Творчество

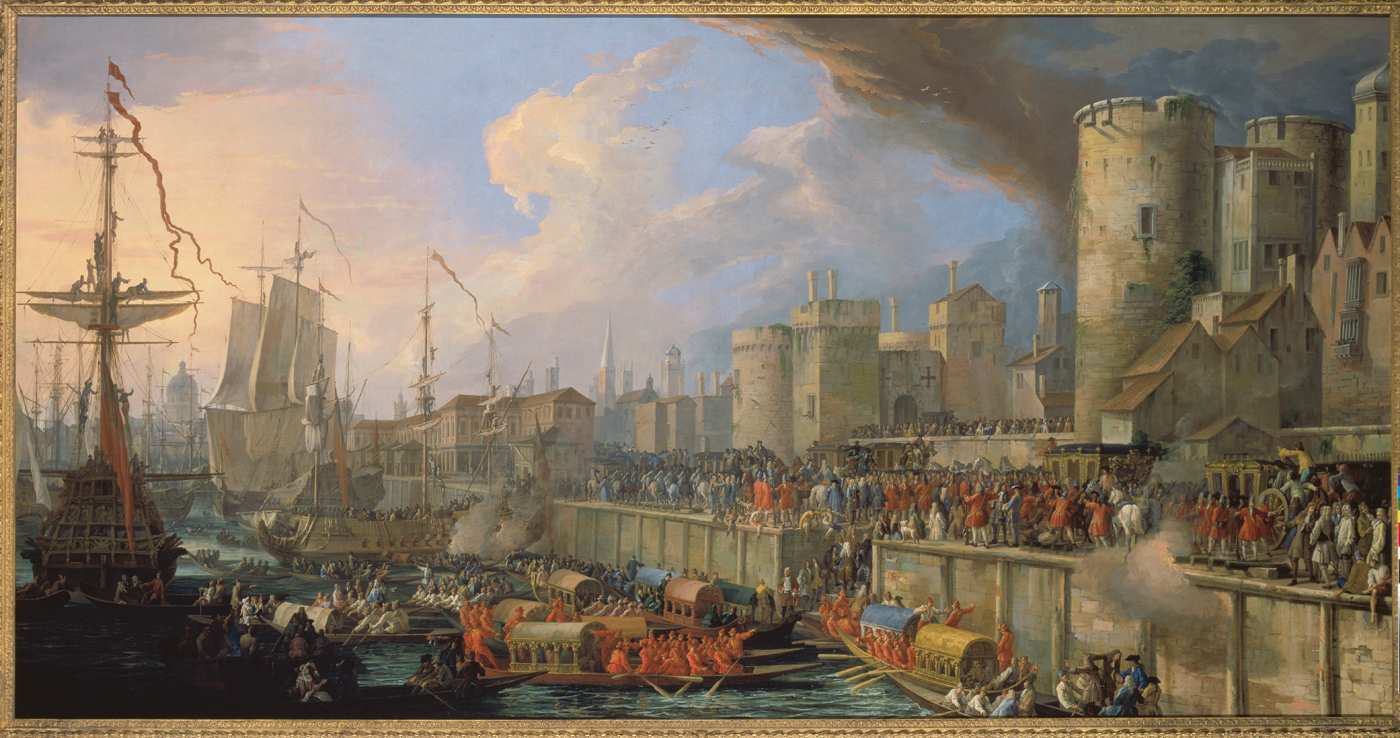
Лука Карлеварис. Въезд венецианских послов в Лондон. 1707. Холст, масло. Дворец Шлайсхайм

Лука Карлеварис по праву считается основоположником венецианской ведуты. В своих произведениях он находил самые эффектные и живописные точки зрения. Именно Карлеварис стал родоначальником жанра ведуты, «хотя он и трактовал пейзаж более скованно и „суховато“, нежели его блестящий последователь Каналетто».
Картины художника отличает желание воспроизвести подробности мотива в его малейших деталях с использованием особенностей света и тени. В своих картинах Карлевалис с каллиграфической точностью, вплоть до мельчайших деталей, запечатлевал здания Венеции и жизнь её обитателей. Это и городские площади и набережные, дворцы влиятельных вельмож и церкви. Среди обитателей площадей — простые горожане в поношенных платьях и нарядные кавалеры с дамами, в одеянии которых зритель без труда обнаружит кружева и шелка, а рядом уличные собаки. Его картины полны городской жизни и при желании по праву могут соответствовать понятию «панорамы Венеции».
Самые ранние работы Луки Карлевариса, поддающиеся уверенной атрибуции и датировке, относятся к началу XVIII века. Среди них коллекция офортов с видами Венеции, опубликованная под заголовком «Le Fabriche e Vedute di Venezia», датированная 1703 годом. Она включает изображения самых известных венецианских зданий, площадей и других достопримечательностей города. Издание серии гравюр, выполненных с помощью камеры-обскура по рисункам Луки Карлевариса, предпринятое венецианцем Доменико Ловиза в 1703 году, оказало значительное влияние на развитие ведуты в XVIII столетии и популяризацию этого жанра в офорте. Позднее гравюры Карлевариса использовали Каналетто и Франческо Гварди.
Работе Карлевариса принадлежат парадные портреты одного из его покровителей графа Бальби и членов его семейства (Портрет Катарины Бальби, Венеция, Ка-Реццонико).
Карлевариса нельзя считать особенно продуктивным художником; список его известных произведений включает около ста пятидесяти картин, в основном это виды на Площадь Сан-Марко и окружающие здания. Он также создал несколько десятков картин и рисунков в жанре каприччио с изображениями руин и гаваней, а также небольшое количество сельских пейзажей. Кроме этого, ему приписываются некоторые фрески, украшающие виллу Пизани в Стра. В 1707 году он выполнил целый ряд работ, посвященных дипломатическим церемониям, которые и поныне представляют не только художественную, но и историческую ценность.